# Ommatocepheus clavatus
Ommatocepheus clavatus är en kvalsterart som beskrevs av Tyler A. Woolley och Harold G. Higgins 1964. Ommatocepheus clavatus ingår i släktet Ommatocepheus och familjen Cepheidae.

## Underarter
Arten delas in i följande underarter:
- O. c. clavatus
- O. c. japonicus